# 中村裕一
中村 裕一（なかむら ひろかず、1926年1月9日 - 2012年6月4日 ）は、日本の経営者、工学博士。三菱自動車社長、会長を務めた。

## 来歴・人物
京都府京都市出身。1948年に京都大学工学部を卒業し、同年に三菱重工業に入社した。1970年に三菱自動車工業に転じ、1983年6月に取締役に就任し、常務を経て、1988年6月に副社長に就任し、翌年6月には社長に昇格した。1995年6月から会長を務め、1997年に総会屋への利益給与事件における責任を取る形で辞任し、同年6月からは相談役に転じた。社長在任時には、2代目「パジェロ」、初代「パジェロミニ」などをヒットさせ、国内市場において、多目的レジャー車ブームの立役者となった。
1993年11月には藍綬褒章を受章した。
2012年6月4日、多臓器不全のために死去。86歳没。